# اچ‌اس‌دابلیوام‌اس فولکه
اچ‌اس‌دابلیوام‌اس فولکه (به انگلیسی: HSwMS Folke) یک کشتی بود که طول آن ۳۹٫۷۸ متر (۱۳۰ فوت ۶ اینچ) بود. این کشتی در سال ۱۸۷۵ ساخته شد.